# فیدلیتی نشنال
فیدلیتی نشنال (انگلیسی: Fidelity National) شرکت خدمات مالی آمریکایی است، که در زمینه توسعه و پشتیبانی نرم‌افزارهای مالی و بانکداری، مدیریت سامانه‌های پردازش اطلاعات، برون‌سپاری فرایندهای تجاری، پشتیبانی عملیات بانکی و سامانه‌های پرداخت، همچنین ارائه راهکارهای تجارت الکترونیکی فعالیت می‌کند. شرکت فیدلیتی در سال ۱۹۶۸ تأسیس شد. دفتر مرکزی این شرکت در شهر جکسون‌ویل، فلوریدا قرار دارد و بخشی از سهام آن در بازار بورس نیویورک معامله می‌شود.